# Ludvík Meduna
Ludvík Meduna (18. srpna 1902, Rozkoš – 11. srpna 1993, Nové Syrovice) byl český archeolog.

## Biografie
Ludvík Meduna se narodil v roce 1902 v Rozkoši, jeho otcem byl soustružník perletě. Již jako dítě se setkal s archeologickými výzkumy v okolí rodiště, kde bádali Jaroslav Palliardi a František Vildomec, ve 14 letech se začal věnovat povrchovým sběrům v okolí Rozkoše. Absolvoval obchodní školu ve Znojmě a nastoupil na pozici poštovního úředníka, věnoval se však nadále amatérsky archeologii. V roce 1953 pak nastoupil na pozici archeologa do Krajského muzea v Jihlavě, kde se věnoval katalogizaci sbírek a založil kompletní archeologickou sbírku. Po odchodu do důchodu v roce 1962 se nadále věnoval archeologickým výzkumům v okolí Police a sepsal také kroniku obce Police. V roce 1983 shromáždil sbírku archeologických nálezů z okolí Třebíče, Moravských Budějovic a Police, tu posléze věnoval do sbírek tehdejšího Západomoravského muzea v Třebíči. Ke konči života se odstěhoval do Nových Syrovic, kde již pro pokročilé problémy s viděním nemohl se nadále věnovat práci.